# Heilige ibis
De heilige ibis (Threskiornis aethiopicus) is een ibissoort. In het oude Egypte werd dit dier vereerd als symbool van de god Thoth. Aan dit gebruik dankt deze soort zijn naam. Andere triviale namen zijn: nijlreiger, nijlvogel.

## Herkenning
De vogel is 65 tot 89 cm lang, weegt gemiddeld 1530 g en heeft een spanwijdte van 112 tot 124 cm. Het is een overwegend witte vogel met uitzondering van een zwarte nek, zwarte poten, een kale, zwarte kop en zwarte vleugeluiteinden. Beide seksen zien er hetzelfde uit, maar de jonge dieren zijn niet helder wit ("vuilwit").

## Voortplanting
De heilige ibis nestelt in kolonies in bomen. Het dier legt twee of drie eieren.

## Verspreiding en leefgebied
De heilige ibis komt voor in Sub-Saharisch Afrika, Zuid-Irak en (vroeger) in Egypte. De heilige ibis komt voor in wetlands. Hij eet vis, kikkers, insecten en diverse waterdieren.
Als exoot komt de heilige ibis ook voor in West-Europa. Een grootschalige introductie heeft plaatsgevonden in Frankrijk. Sinds 2006 wordt deze populatie ingedamd. In Nederland zijn tussen 2005 en 2008 zeven tot twaalf in het wild broedende heilige ibissen aangetroffen, afkomstig uit Vogelpark Avifauna in Alphen aan den Rijn. Vanaf 2009 zijn deze teruggevangen en zijn er geen broedparen meer.

## Europese Wetgeving
Sinds 2016 staat deze soort op de lijst van invasieve exoten die zorgwekkend zijn voor de Europese Unie. Sindsdien geldt een verbod op bezit, handel, kweek, transport en import van de heilige ibis. Dieren die in dat jaar als gezelschapsdier werden gehouden, mogen worden gehouden tot hun natuurlijke dood. Gezien de soort in de Benelux nog niet gevestigd is, moeten deze lidstaten de in de natuur aanwezige exemplaren opsporen en verwijderen.

## Status
De heilige ibis heeft een groot verspreidingsgebied en daardoor alleen al is de kans op de status 'kwetsbaar' (voor uitsterven) gering. De grootte van de wereldpopulatie wordt geschat op 200.000 tot 450.000 volwassen vogels en er wordt verondersteld dat dit aantal stabiel is. Om deze redenen staat deze ibis als niet bedreigd op de Rode Lijst van de IUCN.

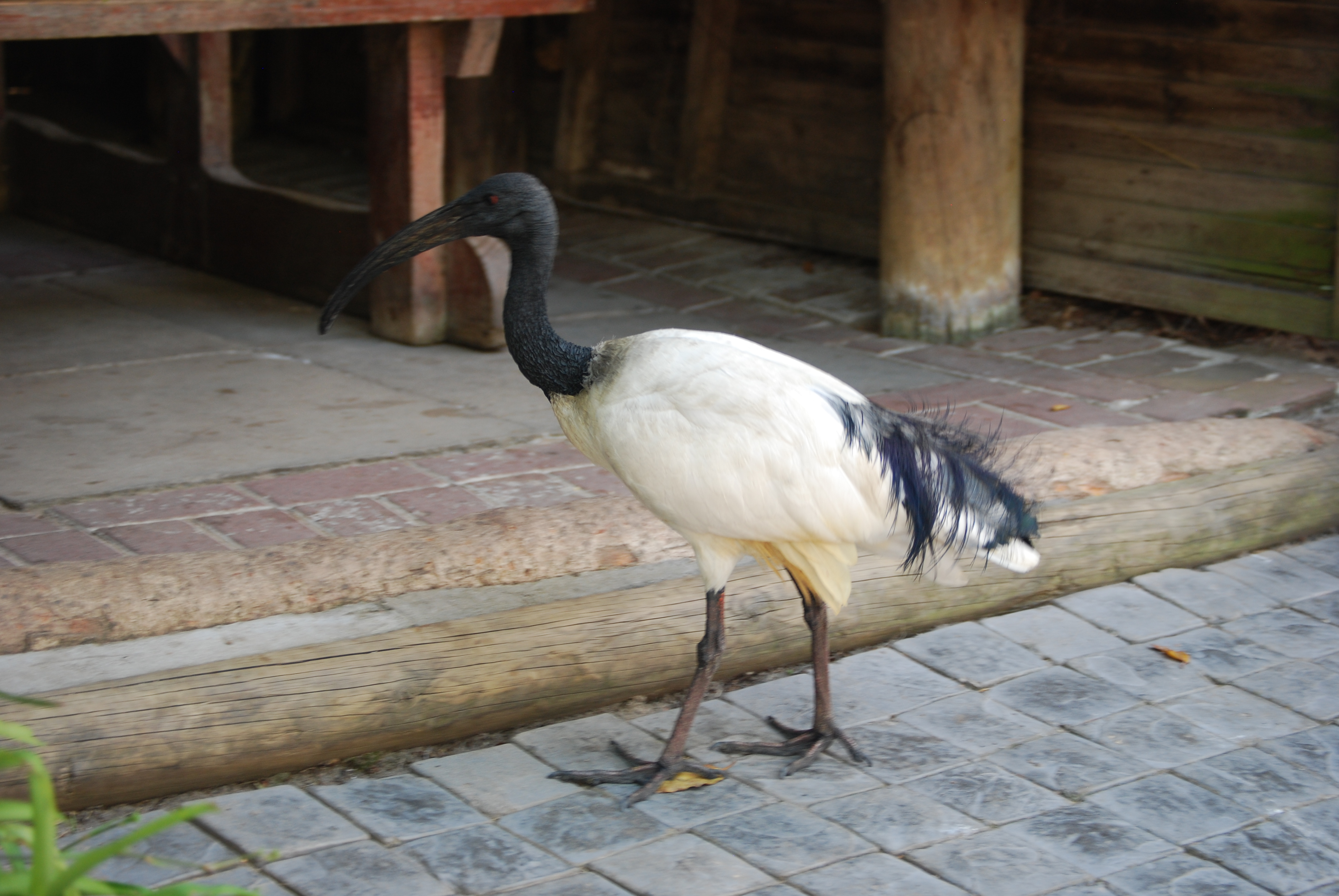
Heilige Ibis in Zuid-Afrika